# Сукно
Су̀кното е мек вълнен плат, използван за направата на връхни дрехи.
В България фабричното производство на този вид тъкан започва в Сливен, в основаната през 1835 г. тъкачница на Добри Желязков. През 1836 г. той получава първите поръчки за износ на сукно за нуждите на османската армия.
Традицията в производството и пласирането му в Османската империя е продължена и след Освобождението.